# ليو فرانكوفسكي
ليو فرانكوفسكي (بالإنجليزية: Leo Frankowski)‏ (13 فبراير 1943، ديترويت في الولايات المتحدة - 25 ديسمبر 2008، لاك إلسينوري في الولايات المتحدة)؛ روائي أمريكي.